# Masacre de Vigário Geral
La Masacre de Vigário Geral fue una masacre que involucró a agentes de policía que tuvo lugar en la favela de Vigário Geral, ubicada en la Zona Norte de la ciudad de Río de Janeiro. Sucedió durante la madrugada del 29 de agosto de 1993, cuando un grupo de exterminio compuesto por unos 36 hombres encapuchados y armados invadió la favela, irrumpiendo en las viviendas y asesinando a veintiún residentes. Esta masacre fue una de las más grandes que tuvieron lugar en el Estado de Río de Janeiro, Brasil.
De los 51 acusados, solo uno permanecía bajo custodia: el ex policía militar Sirlei Alves Teixeira, quien fue encontrado muerto por vecinos el 9 de marzo de 2021, tendido en las escaleras que conducían a su casa. Inicialmente, los vecinos creyeron que había sufrido un ataque cardíaco, pero con la llegada de los servicios médicos de emergencia, se determinó que había sido ejecutado. Sirlei cumplía una condena en régimen semiabierto y tenía permiso para trabajar fuera de la cárcel y visitar a su familia. Debido a la pandemia de Covid-19, Sirley estaba bajo prisión domiciliaria desde el año anterior.
El caso de la Masacre de Vigário Geral de 1993 fue llevado ante la Organización de los Estados Americanos (OEA) como un crimen contra los derechos humanos.

## Origen
Según los informes, la masacre tuvo su origen en la muerte de cuatro policías militares el 28 de agosto de 1993 en la Plaza Catolé do Rocha, en el barrio de Vigário Geral (la masacre ocurrió en la favela de Vigário Geral, al otro lado de las vías del tren).
El incidente fue una trampa tendida al sargento por los traficantes, quienes querían deshacerse de Ailton junto con el informante Ivan Custódio, que eran socios en barcos de pesca en Sepetiba, Río de Janeiro.
Las muertes fueron atribuidas a traficantes de la región y la masacre ocurrió como represalia policial a estos asesinatos, aunque ninguna de las víctimas estuviera involucrada en el tráfico de drogas.
Muchas de las familias de las víctimas no recibieron compensación del Estado.

## Condena
Aproximadamente dos meses después del crimen, una parte de los policías militares fueron excluidos o licenciados ex officio de la corporación (PMERJ) de manera administrativa sin siquiera ser juzgados por la justicia. Desde la perpetración de la masacre, solo seis de los cincuenta y dos policías militares acusados formalmente han sido condenados (dos cumplen pena y cuatro están en libertad por habeas corpus), solo uno permanece en prisión.
De esos cincuenta y dos, cinco fueron absueltos sin pruebas. Los diez primeros juzgados produjeron pruebas de inocencia, grabando cintas con las confesiones de los verdaderos culpables. Entre los inocentes se encuentra Sérgio Cerqueira Borges, alias Borjão, quien también grabó cintas con las estrategias del crimen y sus responsables. Sin embargo, estas pruebas solo sirvieron para la defensa.
Debido a la legislación penal brasileña y la decisión del juez de no admitir las cintas que fueron denominadas como pruebas ilícitas. Pruebas ilícitas porque los acusados y los verdaderos culpables "o caballos corredores" no tuvieron conocimiento de las grabaciones realizadas por Borjão.
Se llevó a cabo un nuevo proceso, conocido como Vigário Geral II, sin embargo, las cintas no pudieron ser utilizadas en este nuevo proceso. La Fiscalía, al no poder probar la nueva acusación, solicitó la absolución por "falta de pruebas" de los acusados de Vigário II. Sin embargo, los primeros absueltos del primer proceso fueron absueltos con base en las cintas, cuyo jurado acogió la tesis defensiva de inocencia de estos injustamente acusados. Por lo tanto, Vigário Geral (Masacre de 1993) hoy es conocida como un hecho de barbarie, impunidad e injusticias.
El ex policía confirmó haber constituido una sociedad informal con Ivan Custódio y el sargento Ailton, durante aproximadamente dos años, y haber tenido tres barcos atracados en Sepetiba o Angra, ambos en el estado de Río.